# Doras Ruh
Doras Ruh este o arie protejată (arie specială de conservare — SAC, sit de importanță comunitară — SCI) din Germania întinsă pe o suprafață de 521 ha, integral pe uscat.

## Localizare
Centrul sitului Doras Ruh este situat la coordonatele 51°18′45″N 14°51′28″E / 51.3125°N 14.8578°E.

## Înființare
Situl Doras Ruh a fost declarat sit de importanță comunitară în iunie 2002 pentru a proteja 6 specii de animale. Situl a fost protejat și ca arie specială de conservare în aprilie 2011.

## Biodiversitate
Situată în ecoregiunea continentală, aria protejată conține 8 habitate naturale: Ape stătătoare oligotrofe până la mezotrofe, cu vegetație de Littorelletea uniflorae și/sau de Isoëto-Nanojuncetea, Lacuri eutrofice naturale cu vegetație de tip Magnopotamion sau Hydrocharition, Lacuri și iazuri distrofice naturale, Pajiști cu Molinia pe soluri calcaroase, turboase sau argilos-nămoloase (Molinion caeruleae), Fânețe de joasă altitudine (Alopecurus pratensis, Sanguisorba officinalis), Mlaștini turboase de tranziție și turbării mișcătoare, Depresiuni pe substraturi de turbă de Rhynchosporion, Mlaștini împădurite.
La baza desemnării sitului se află mai multe specii protejate:
- amfibieni (2): buhai de baltă cu burta roșie (Bombina bombina), triton cu creastă (Triturus cristatus)
- mamifere (3): lupul (Canis lupus), vidră de râu (Lutra lutra), liliac comun (Myotis myotis)
- nevertebrate (1): libelule (Leucorrhinia pectoralis)